# Hinchada

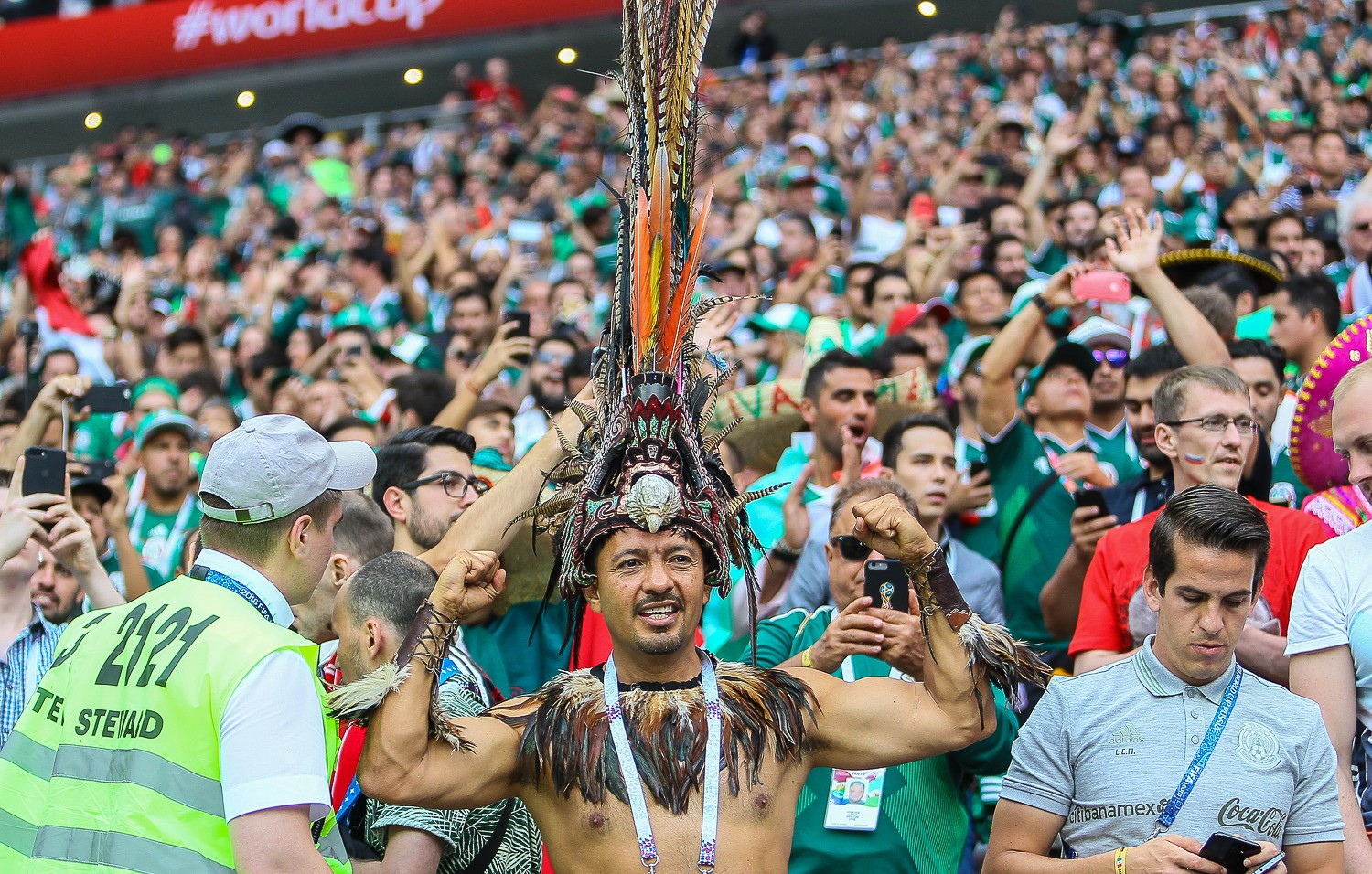
Fanáticos mexicanos apoyando a su selección nacional en el partido contra Alemania del Mundial de Rusia 2018; el país norteamericano logró llevarse una sorpresiva victoria de 1-0.

Hinchada es un término creado en Uruguay que define a un conjunto de simpatizantes —denominados «hinchas»— de un determinado club deportivo. Aunque se puede utilizar el término para referirse a toda la afición del club que se encuentra en el estadio presenciando el partido del equipo de un deporte en específico, su uso es más común para referirse a la parte de la afición que entona, en forma coordinada, cánticos de aliento, y despliega distintos tipos de banderas, sombrillas, etc. En varios países del mundo también es usual el lanzamiento al aire de globos, pirotecnia, rollos de papel (emulando serpentinas), papel trozado (emulando confeti), etc., para recibir al equipo cuando los jugadores salen al campo de juego a disputar el partido. No debe ser confundido con el término barra brava, que se refiere a grupos organizados violentos de fanáticos que se encuentran dentro de las hinchadas y las comandan.

## Concepto
Si bien es claro que todas las competiciones y eventos deportivos tienen barras, las más conocidas son las formadas por los aficionados al fútbol en apoyo a un equipo en particular, dado que el fútbol es el deporte más popular en la mayor parte de los países de habla castellana. Usualmente, cada equipo tiene una o varias barras organizadas.
El término hinchada es el más utilizado en España, Argentina, Bolivia, Colombia, Chile, Ecuador, Paraguay, Perú y Uruguay; afición en Costa Rica, El Salvador, Guatemala, Honduras, México, Nicaragua; torcida en Brasil y fanaticada en Venezuela. En España, se utilizan los términos hinchada y ultra para referirse al mismo concepto.
El término «hincha» para denominar al simpatizante activo de un equipo de fútbol es una creación uruguaya de comienzos del siglo XX. Se originó a raíz de los fuertes gritos de apoyo a su equipo, el Club Nacional de Football, que daba Prudencio Miguel Reyes, un talabartero uruguayo, cuya tarea era hinchar «a puro pulmón» la pelota del club, es decir, «el hincha pelotas» o simplemente «el hincha» del club. El término pasó luego a designar a quienes expresaban ruidosamente su apoyo a los equipos de fútbol, extendiéndose al resto de los países de habla hispana, y también a otros deportes.

## Implicaciones del fenómeno
Es un hecho conocido que las competencias despiertan pasiones, lo cual provoca que el enfrentamiento entre dos equipos genere lo propio con sus respectivos parciales. Por tal motivo, la existencia de barras organizadas ha dado paso a la violencia entre rivales. En Inglaterra apareció el fenómeno de los hooligans, que se extendió por Europa donde se formaron los grupos Ultras. En Argentina, hacia fines de la década de 1950, aparecieron las barras bravas.
En Europa, el fenómeno de las barras también se ha visto instrumentalizado por grupos violentos de carácter ultraderechista y racista que han infiltrado y dominado muchos de estos grupos, así como también han surgido colectivos de izquierda que buscan contrarrestar esto.

## Hinchadas y violencia
El término hinchada también se suele utilizar al hablar de las organizaciones de fanáticos que con regularidad se enfrascan en disputas violentas, equiparándolo así al de barras bravas. Los integrantes de una hinchada concebida bajo estos términos se pueden distinguir de los demás fanáticos. José Garriga define los integrantes de una hinchada o barra brava enumerando las tres características que según los hinchas mismos los diferencian de los demás fanáticos. Menciona la fidelidad al club, el fervor al animar al equipo y las prácticas violentas, siendo estas últimas donde estriba la mayor diferencia. Las prácticas violentas según los hinchas responden a una lucha de honor del club contra el adversario; cuestiones que no se pueden debatir en el campo sino mediante la pelea cuerpo a cuerpo en las gradas o en las afueras del estadio.
Los hinchas además definen espacios y crean demarcaciones que no solo sirven para delimitar un espacio propio y uno rival, sino que le imparte ciertas cualidades a estos espacios y a sus habitantes. «El club y el barrio funcionan, en el imaginario de los hinchas, como pares indiscutibles», dice Garriga. Las cualidades que los integrantes de la hinchada proclaman para su territorio son las que, según ellos les brindan honor y prestigio. Entre estas se puede mencionar la locura del barrio, el abuso de las drogas y la posesión de aguante. El aguante es uno de los principales bienes reclamados por los hinchas. «El aguante engloba saberes de lucha corporal, resistencia de dolor y decadencia del temor al riesgo. Estos saberes sólo pueden ser probados en una contienda corporal».
El ideal de masculinidad dentro de una hinchada o barra brava está dictado por la posesión de aguante. Por ejemplo, el más «macho» es aquel capaz de tomar grandes cantidades de alcohol sin perder el control. Según los integrantes de la hinchada no es de hombre huir de una pelea, manifestar dolor o no resistir el uso de grandes cantidades de alcohol o drogas. Dictado por este modelo de masculinidad, tienen los hinchas un propio ideal corporal que difiere del de los demás grupos sociales. En estos se ve como algo positivo los hombres grandes y de «buen lomo» e incluso la gordura. Según su ideal, en estos cuerpos se ve evidenciado el alto consumo de alcohol y de drogas, además se ve como una ventaja en los combates. En el cuerpo gordo y de buen lomo, la fuerza es alcanzada a través de la experiencia en combates y del trabajo físico cotidiano.

## Las hinchadas como fenómeno social
En el fútbol, el propósito fundamental de la hinchada es alentar a su equipo durante el partido. Pero además de esto, las hinchadas compiten entre ellas para demostrar quién alienta más o quién es más seguidor fiel de su equipo. Las hinchadas pueden permitir que su equipo pierda un partido, pero no pueden permitirse ellas perder su propio partido contra las hinchadas rivales. Por esto, la función de las hinchadas no se limita solo a ir al estadio a ver a su equipo. Cada hinchada tiene su propia organización en la cual se decide dónde reunirse antes de los partidos, qué cantarán en el partido, cómo se van a transportar los hinchas al estadio y cómo van a colocar las banderas en el estadio.
Para las personas que integran la hinchada, su papel es fundamental en el partido. El hincha entiende que su aliento transmitirá energía a su equipo durante el partido. En cada partido el hincha siente que debe alentar lo más fuerte posible porque esto hará que su equipo gane.
N.E,B,V 30/06/17